# Therofon jamesii
Therofon jamesii là một loài thực vật có hoa trong họ Saxifragaceae. Loài này được (Torr.) Wheelock miêu tả khoa học đầu tiên năm 1896.